# Vicus Bonnensis
Als vicus Bonnensis wird die zivile römische Siedlung (lat. vicus) im Bereich des heutigen Bonner Stadtteils Gronau bezeichnet, die südlich des Legionslagers von Bonn (lat. castra Bonnensia) und des umgebenden Lagerdorfes (lat. canabae legionis) entstand. Ihre Blütezeit erstreckte sich vom 2. in das 3. Jahrhundert n. Chr. Nach dem derzeitigen Forschungsstand wurde die Siedlung gleichzeitig mit den castra Bonnensia von den Römern errichtet. Schätzungen gehen davon aus, dass in dieser Zeit in Bonn bis zu 10.000 Menschen lebten. Der Kern der Siedlung befand sich auf dem Gebiet westlich des Bundeshauses. Der antike Name der Siedlung ist nicht überliefert.

## Geschichte

### Ausgrabungen auf dem Gebiet des Vicus
Seit 1850 wurden zahlreiche kleine, verstreute Fundmeldungen von Privatpersonen oder Bauunternehmen aufgenommen und untersucht. Die Archäologen gingen bisher nur von dorfähnlichen Ansiedlungen aus. Die ersten größeren Funde, die auf eine konzentrierte Siedlung hinwiesen, gab es z. B. beim Bau des Hauses der Geschichte an der Adenauerallee im Jahre 1989. Hier wurden unter anderem Teile des Kellers eines Wohnhauses freigelegt, die heute im Kellergeschoss des Museums zu betrachten sind. Vieles wurde jedoch vor allem in der Nachkriegszeit durch verschiedene Baumaßnahmen unbeachtet zerstört. Dies geschah nicht mutwillig, sondern hatte besonders mit der Schwierigkeit des Erkennens von Anzeichen und der Identifizierung von Funden während der Bauarbeiten zu tun.
Vom 2. Mai bis 31. Oktober 2006 fand im Zentrum des vicus an der heutigen Dahlmannstraße die größte zusammenhängende Ausgrabung statt, die bis heute in einem römischen vicus in Deutschland unternommen wurde. Die Ausgrabungen mussten bereits im Oktober abgeschlossen werden, da an dieser Stelle ein neues Kongresszentrum und ein Hotel entstehen. Die Kosten für die Ausgrabung und die archäologische Untersuchung des Areals wurden durch den Investor, die „SMI Hyundai Corporation“, getragen. Die statischen Funde werden bis auf einige wenige, die geborgen werden können, bei den Baumaßnahmen für das Kongresszentrum zerstört werden. Nach Abschluss der durch knapp 50 Spezialisten des Rheinischen Amtes für Bodendenkmalpflege durchgeführten Ausgrabung fanden sechsmonatige Untersuchungen der gesammelten Funde und Daten statt.

## Lage

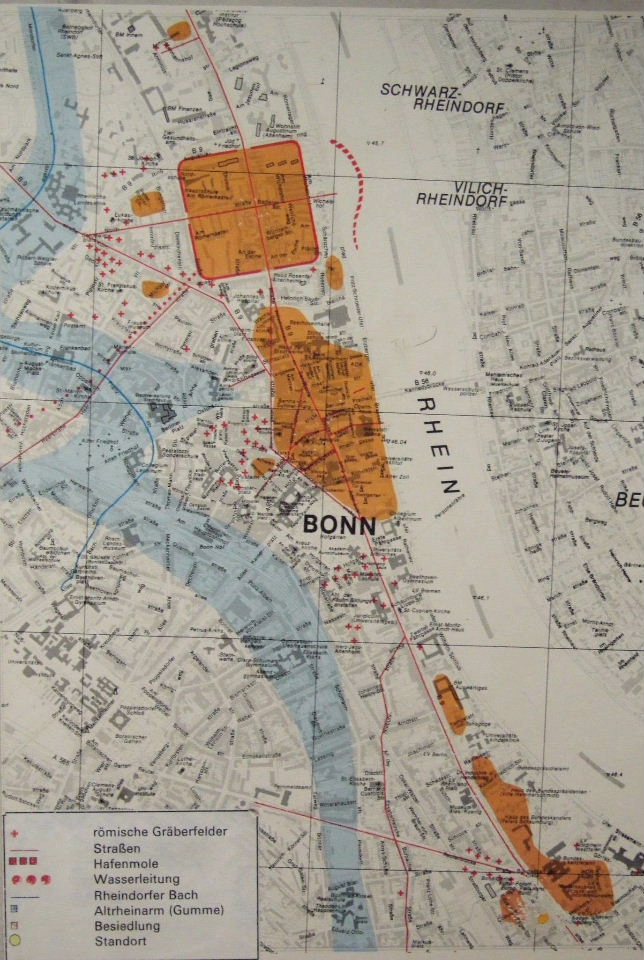
Das römische Bonn – orange markiert – im Süden der vicus

Der Vicus und seine Lage wurden in der ersten Hälfte des 19. Jahrhunderts bekannt und sind seitdem rechtskräftig als „ortsfestes Bodendenkmal“ geschützt.
Der Bonner vicus befand sich zu römischer Zeit auf einem leicht erhöhten Plateau an der römischen Rheintalstraße. Die Siedlung lag in Prallhanglage unweit des Rheins, jedoch nicht direkt am Fluss. Die erhöhte Lage bot zu römischer Zeit einen offenen Blick auf den Rhein. Im Zentrum erstreckte sich ein großer öffentlicher Platz. Im Norden wurde der vicus durch einen natürlichen Geländeeinschnitt begrenzt, der zum Rhein hin abfiel. Er soll als Zugang zum Fluss gedient und wahrscheinlich zu einem Hafen geführt haben.
Nach dem Zweiten Weltkrieg wurde der Graben zur Erschließung des Geländes als Bauland vollkommen eingeebnet. Die Straße führt nach Westen rechtwinklig zur Hauptverkehrsachse der Region in römischer Zeit – der heutigen Bundesstraße 9/Adenauerallee – die zentral durch den vicus führte.
Insgesamt erstreckte sich die Siedlung über ein Gebiet von ca. 80 ha. Das Ausgrabungsgelände des Jahres 2006 westlich und östlich der Dahlmannstraße deckt bloß eine Fläche von 3,7 ha ab. Große Teile der Siedlung sind in den vergangenen Jahrzehnten durch Baumaßnahmen zerstört worden. Meldungen durch Privatpersonen und Bauunternehmen über Funde im Bereich des vicus gab es seit 1850 verhältnismäßig selten. Die tatsächlichen Ausmaße der Siedlung war den Archäologen bis zu Beginn der Ausgrabungen nicht bekannt. Jürgen Kunow, der Leiter des Rheinischen Amtes für Bodendenkmalpflege, äußerte sich, während er die Funde im August 2006 präsentierte, so: „Wir haben weit mehr gefunden, als wir überhaupt erwartet hatten. So hat sich für uns noch nie das Leben der römischen Bürger am Rhein präsentiert.“

## Gestaltung desvicus

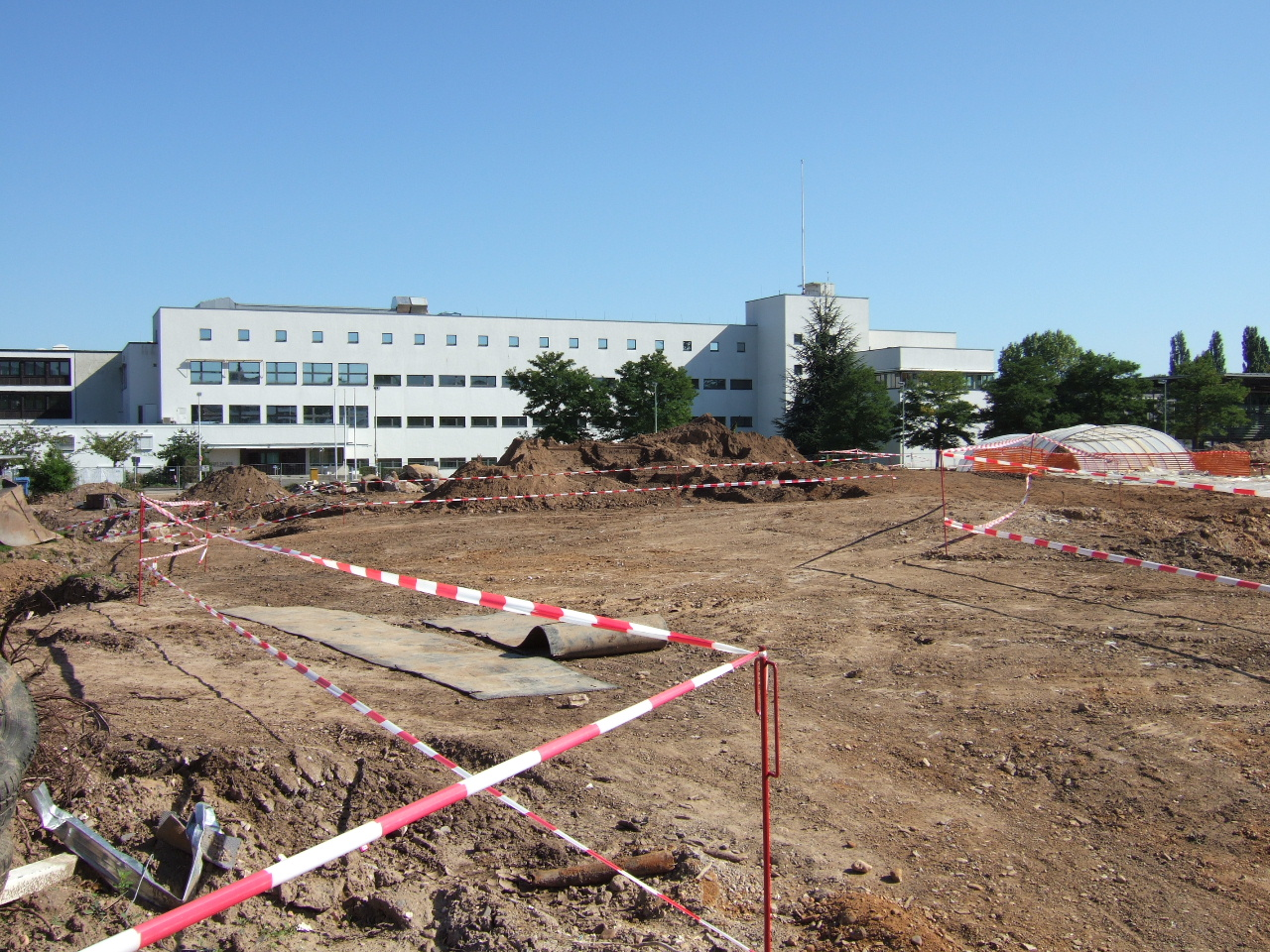
Grabungsgebiet – im Hintergrund das Bundeshaus

Der Bonner vicus entwickelte sich vor allem entlang der Hauptverkehrsachse (Rheintalstraße), die am Rhein entlang von Köln über das Legionslager in Bonn nach Koblenz führte. Sie verläuft im Bonner Bereich ungefähr identisch mit der heutigen B 9. Der vicus bildete sich in Höhe der heutigen Adenauerallee. Auf beiden Seiten der Straße verliefen überdachte Fußgängerwege (lat. Portikus), hinter denen sogenannte „Streifenhäuser“ lagen. Dies sind langschmale, giebelständige Fachwerkhäuser. Die einzelnen Grundstücke bestanden aus schmalen, bis zu 300 m langen Parzellen, in deren vorderen Bereichen sich die Häuser befanden. Häufig wurden sie als Verkaufsläden, Kneipen oder Werkstätten genutzt. Dahinter befanden sich die Wohnräume, denen sich ein langer Garten mit Abfallgruben, Brunnen, Latrinen oder handwerklichen Einrichtungen (z. B. Töpferöfen) anschloss. Der Inhalt der Abfallgruben lässt häufig auf das alltägliche Leben und die Berufe der Bewohner schließen.
Von dieser Hauptverkehrsachse gingen zahlreiche kleinere Straßen und Wege ab. Es wurde östlich der Straße auf dem 3,7 ha großen Ausgrabungsgelände an der Dahlmannstraße ein großer öffentlicher Platz gefunden, der wahrscheinlich als Forum diente und das Zentrum der Siedlung bildete. In unmittelbarer Umgebung des Platzes befanden sich vor allem die im Folgenden aufgeführten Bauwerke.

## Kernbereiche der Ausgrabung an der Dahlmannstraße

### Monument

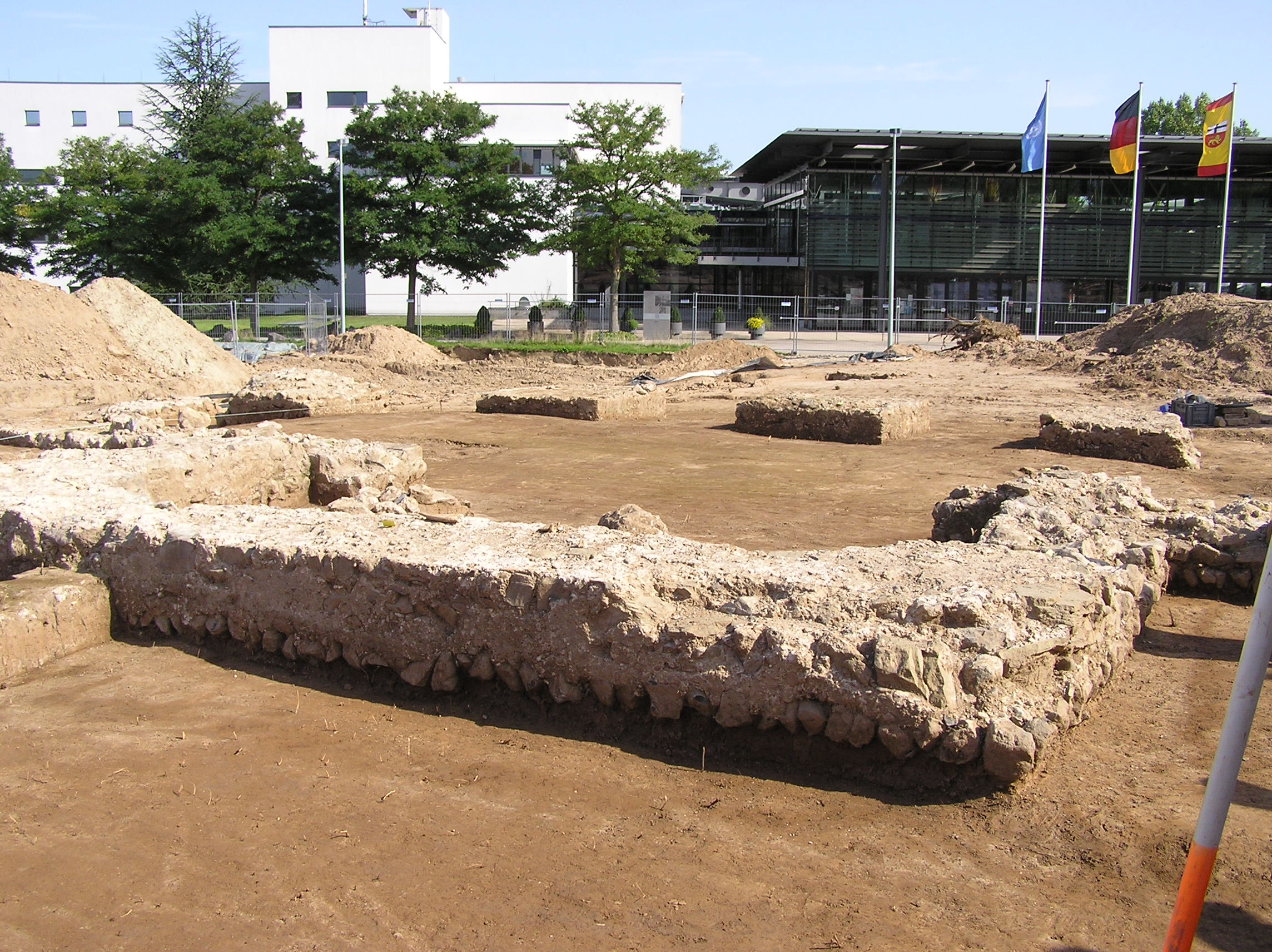
Fundamente des Monuments. Im Vordergrund ist die kleine Nische zu sehen.

Auf dem höchsten Punkt des Geländes erhob sich zu römischer Zeit ein wahrscheinlich mehrstöckiges Monument, von dem ausschließlich die Fundamente einer rechteckigen Nische (möglicherweise einer Apsis) gefunden wurde, deren Vorder- und Rückseite von imposanten, jedoch nicht mehr erhaltenen Pfeilerreihen gesäumt wurde. Die Öffnung der Apsis, in der sich wahrscheinlich eine oder mehrere Statuen befunden haben, weist zum Rhein hin. Möglicherweise bildeten die rheinseitigen Pfeilerfundamente die Basis für eine Säulenhalle (lat. porticus).
Ungewöhnlich sind die Größe der Säulenfundamente sowie die engen Zwischenräume, die sie bilden. Es wird angenommen, dass der monumentale Bau als symbolische Demonstration römischer Macht für die germanischen Stämme, die auf dem gegenüber liegenden Ufer lebten, dienen sollte. Die genaue Funktion des Baus ist jedoch noch unbekannt.
Die ursprüngliche Länge des Monuments ist nicht bekannt, da es beiderseits durch moderne Baumaßnahmen zerstört wurde.

### Ziegelbrennofen

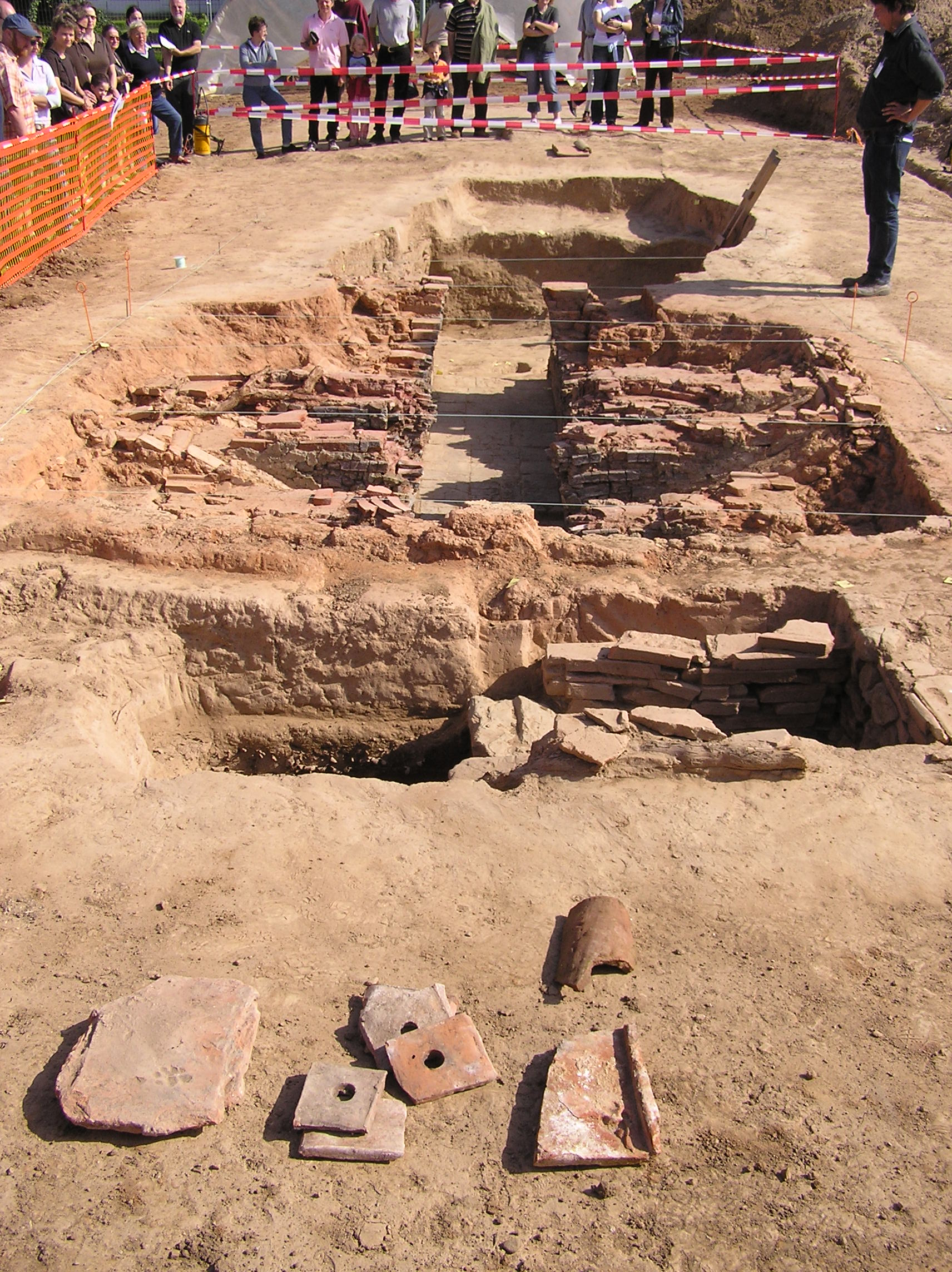
Der Ziegelbrennofen. Im Vordergrund liegen Teile der Lochtenne.

Im Nordwesten des Monuments befinden sich die Überreste eines aus dem späten 1. oder frühen 2. Jahrhundert stammenden Ziegelbrennofens, der bereits in römischer Zeit stillgelegt und teilweise eingeebnet worden war, um Platz für den großen offenen Platz zu schaffen, der sich hinter dem Monument und südlich des Tempels erstreckte.
Der Ziegelbrennofen besteht aus einem breiten Mittelzug, von dem aus rechtwinklige Seitenzüge ausgehen. Diese verteilten die Heizgase auf die gesamte Fläche des Ofens. Die Gase gelangten durch einen mit Löchern versehenen Lehmboden (eine sogenannte Lochtenne), auf dem das Brenngut gestapelt wurde, in den oberen Teil, der von einer Kuppel abgedeckt war. Im hinteren Teil der Anlage befindet sich eine Arbeitsgrube, von der aus der Ofen betrieben wurde. Auf der gegenüberliegenden Seite der Ofenanlage wurde ein rechteckiger Schacht gefunden, dessen Bedeutung bisher unbekannt ist.
Der Ziegelbrennofen diente zur Herstellung von verschiedenen Arten von Baukeramik (z. B. Dachziegeln oder Mauerziegeln). In der Nähe des Ofens wurden noch ungebrannte Ziegel gefunden. Der Ofen entstand bereits sehr früh und nutzte das Rohmaterial aus den Lehmgruben im Westen des Ausgrabungsareals, bis diese in Abfallgruben umgewandelt wurden. Eingeflossene Sedimente deuten auf eine zwischenzeitliche Stilllegung des Ofens hin. Er wurde später wiederhergestellt und weiter betrieben, bis er dem öffentlichen Platz der Siedlung weichen musste.

### Gallo-römischer Umgangstempel

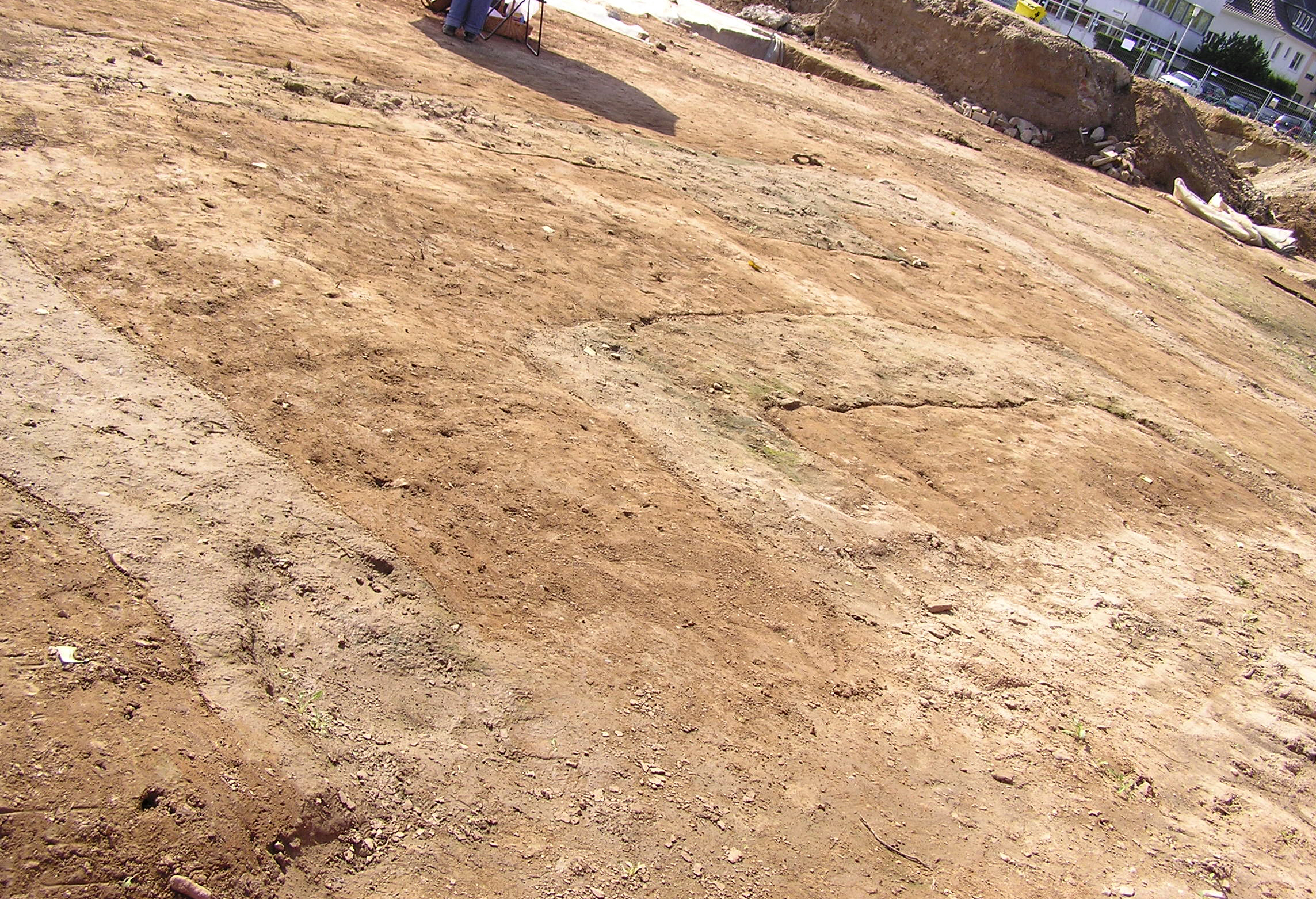
Die Ausbruchgräben der Fundamente des gallo-römischen Umgangstempels

Unmittelbar im Westen des Ziegelbrennofens befindet sich ein kleiner gallo-römischer Umgangstempel. Es sind nur noch Teile der Ausbruchgräben der Fundamente erhalten, die sich als dunkle Streifen vom umliegenden Boden abheben. Ursprünglich besaß der Tempel eine quadratische Grundfläche von ca. 10 m × 10 m. Der nördliche Teil ist jedoch durch eine moderne Baumaßnahme vernichtet worden. Im Zentrum des Tempels befand sich eine kleine turmartige cella, in der ein Götterbild stand. Die cella wurde von einer einzelnen Säulenreihe umgeben, die ein Pultdach trug. Außerdem umgab den Tempel in geringem Abstand eine Mauer, die den heiligen Bezirk abgrenzte.
Welcher Gott in diesem Tempel verehrt wurde, ist unklar. Aufgrund der Form wird bisher zumindest ausgeschlossen, dass es der römische Gott Iuppiter war. Des Weiteren wird vermutet, dass die Steine des Tempels im Mittelalter als Baumaterial für andere Gebäude genutzt wurden. Daher blieben nur die Ausbruchsgräben und ausschließlich geringe abgebröckelte Teile der Fundamente erhalten.

### Gräberfunde
Der kurze vom Tempel zum Badegebäude hinabführende Hang weist auf einen Weg hin, der den Besuchern des Tempels diente. Diese Vermutung wird durch den Fund von drei nebeneinander liegenden Tuffkistengräbern und einem Ziegelplattengrab sowie der Fundlage zahlreicher Metallfunde im östlichen Hangbereich gestützt. Unter den Grabbeigaben befand sich auch eine kleine Bronzestatuette eines Genius aus dem späten 1. Jahrhundert und Münzen vor allem aus dem 1. bis 3. Jahrhundert n. Chr.

### Römisches Badegebäude

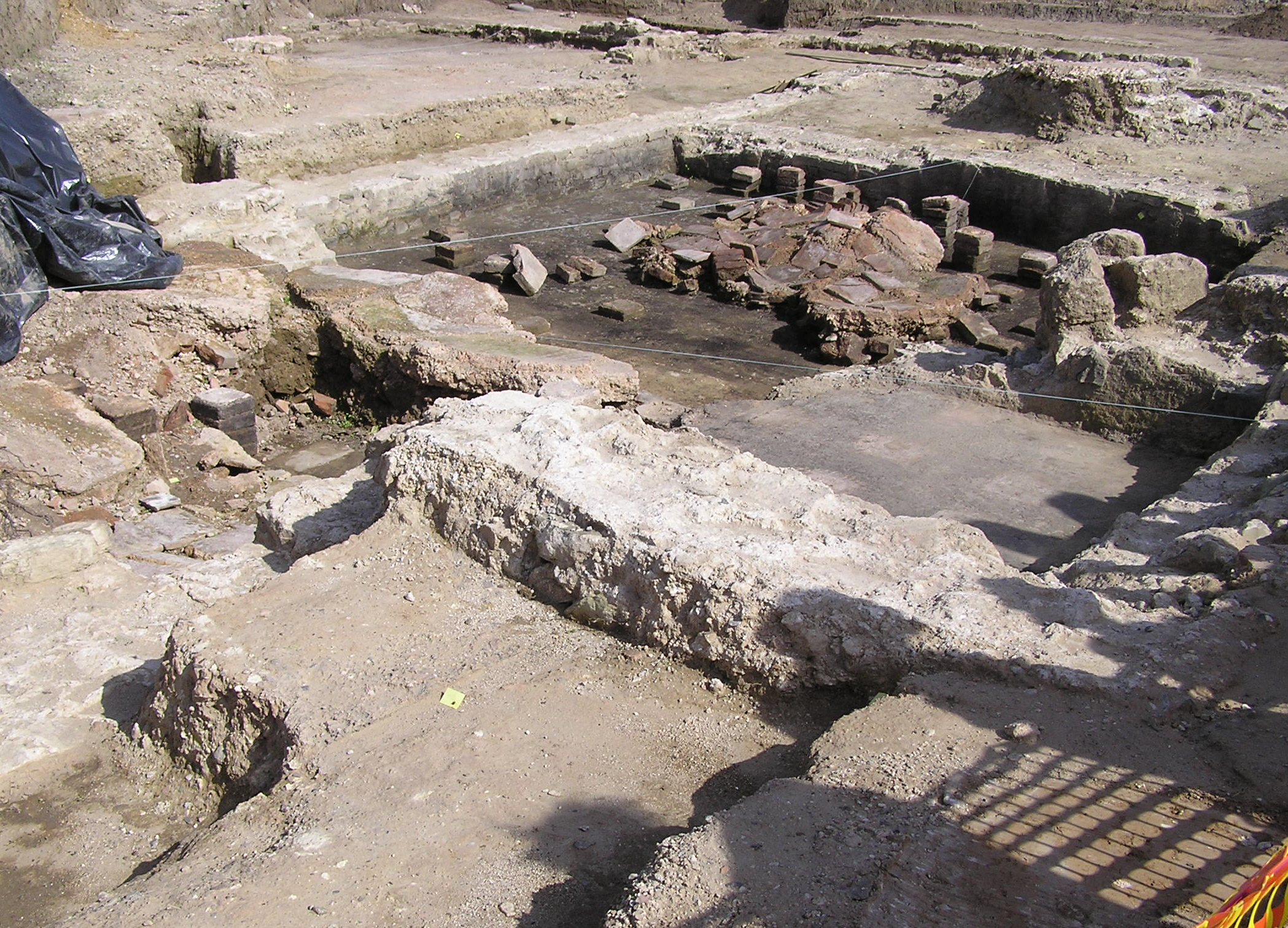
Im Hintergrund ist der Boden der Fußbodenheizung zu erkennen. Rechts sieht man die Überreste eines Beckens.

Im Norden des Ausgrabungsareals befand sich ein 200 m² großes, öffentliches römisches Bad. Die Größe des Bades lässt darauf schließen, dass es der Öffentlichkeit diente und nicht privat genutzt wurde. Das Heiß- und das Laubad (lat. caldarium und tepidarium, jeweils 6 × 5 Meter) sind klar identifizierbar. Es wird vermutet, dass der leicht erhöhte Raum im Südosten des Bads das Kaltbad (lat. frigidarium) darstellte. Von den Becken selbst ist nur ein kleiner Teil erhalten geblieben. Der Rest der Anlage wurde aufgrund der tieferen Lage und der stark verrußten Böden und Wände als der beheizbare Unterbau identifiziert. Diese Fußboden- und Wandheizung (Hypokaustanlage) beheizte von den praefurnien aus die Räume des Heiß- und Laubades. Die Wärme drang durch Hohlziegel an den Wänden nach oben ein. Das Wasser selber wurde außerhalb in Wasserbehältern erhitzt und über Bleirohre in die Becken geleitet.
Es sind auch noch Spuren der in regelmäßigen Abständen aufgestellten Stützen zu finden, die den Boden der Baderäume trugen. Der Boden ist im Laufe der Zeit in großen Platten in sich zusammengebrochen. Die Archäologen konnten zusammenhängende Mauerreste mit einer Höhe von bis zu 1,5 Meter und einer Stärke von bis zu einem Meter freilegen. Es ist die bis zum Zeitpunkt der Ausgrabungen dritte vollständig erhaltene Therme Nordrhein-Westfalens.

#### Erhaltung des Badegebäudes
Da an der Stelle der Badeanlage das neue Hotel entstanden ist, wäre das Badgebäude durch die neuen Fundamente vollständig zerstört worden. Daher wurde die Umsetzung der römischen Überreste angestrebt. Die etwa 30 Tonnen schwere Anlage ist nun in ein luxuriöses Fitness- und Wellnesscenter im Untergeschoss des neuen Hotels integriert. Sie wird zukünftig auch für die Öffentlichkeit durch eine Glasdecke zu besichtigen sein.
Mit Hilfe eines Diamantenseils wurde das Badgebäude nun in fünf Teile zersägt und mit Hilfe eines Gittermastkrans gehoben.
Die Verlagerung und der anschließende Wiederaufbau kosten etwa 1,5 Millionen Euro. Das Land NRW trägt 250.000 Euro, der Landschaftsverband Rheinland 100.000 Euro und die Stadt Bonn hat sich mit 400.000 Euro beteiligt. Die übrigen Kosten werden von SMI Hyundai übernommen.
Beim Heben des Warmwasserbades (lat. „Tepidariums“) wurde jedoch ein Hohlraum unter den Überresten übersehen und führte zu einem Riss im Fundament. Die Fundamente konnten aber rechtzeitig gesichert und verstärkt werden und finden nun 56 Meter weiter ihren endgültigen Standort auf einer Betonplatte.

### Streifenhäuser, Kanäle und Abfallgruben

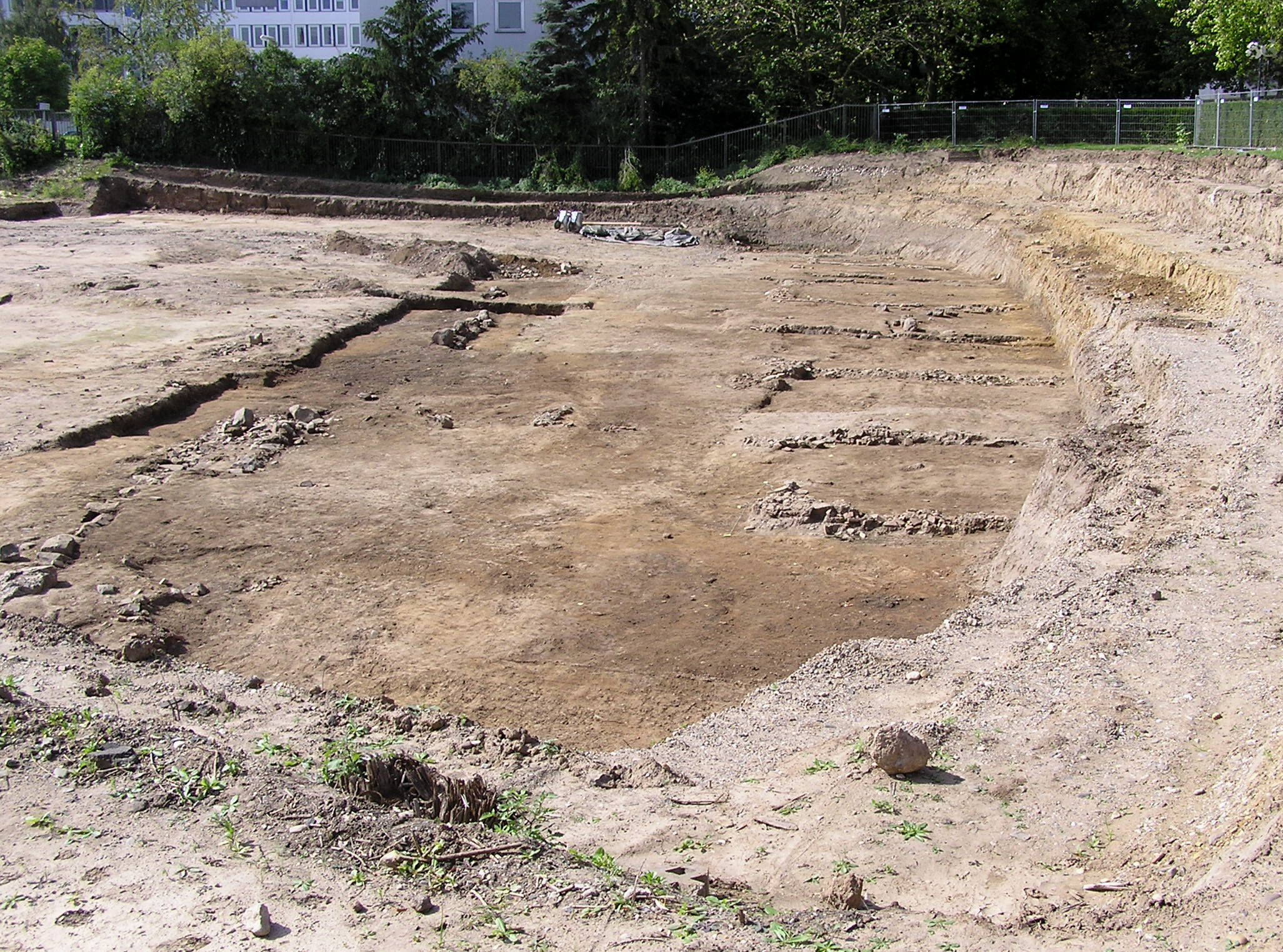
Rechts liegen die Fundamente der Streifenhäuser. Links im Bild erkennt man den breiten Kanal, der zum Rhein hinab führte.

Auf dem kleineren Areal auf der gegenüberliegenden Seite der Dahlmannstraße sinkt das Gelände stark ab und wird des Weiteren von einem Geländeeinschnitt geprägt, der wahrscheinlich als Straße genutzt wurde. Dafür spricht der Fund von acht ca. sieben Meter breiten Streifenhäusern, die hier in Nord-Süd-Richtung errichtet wurden. Die Streifenhäuser entlang der Adenauerallee weisen eine Ost-West-Orientierung auf. Dies deutet auf eine Abzweigung vom Hauptverkehrsweg hin, der durch den vicus zum Rhein führte. Die Annahme, dass sich am Rheinufer ein kleiner Hafen befunden hat, hat dieser Wohnsiedlung unter den Archäologen den Namen „Hafenviertel“ eingebracht. In diesem Teil des vicus Bonnensis wurden aufgrund verschiedener Funde in Abfallgruben Hinweise auf einen Töpfer und einen Glasbläser festgestellt. Entlang der Straße wurden auch zahlreiche Mühlsteinfragmente sowie ein vollkommen erhaltener Mühlstein gefunden, was auf einen Händler hinweist. Die gefundenen Fundamente trugen eine hölzerne Fachwerkkonstruktion. Es wird angenommen, dass in der Siedlung auch weitere vollkommen aus Holz bestehende Streifenhäuser existiert haben.

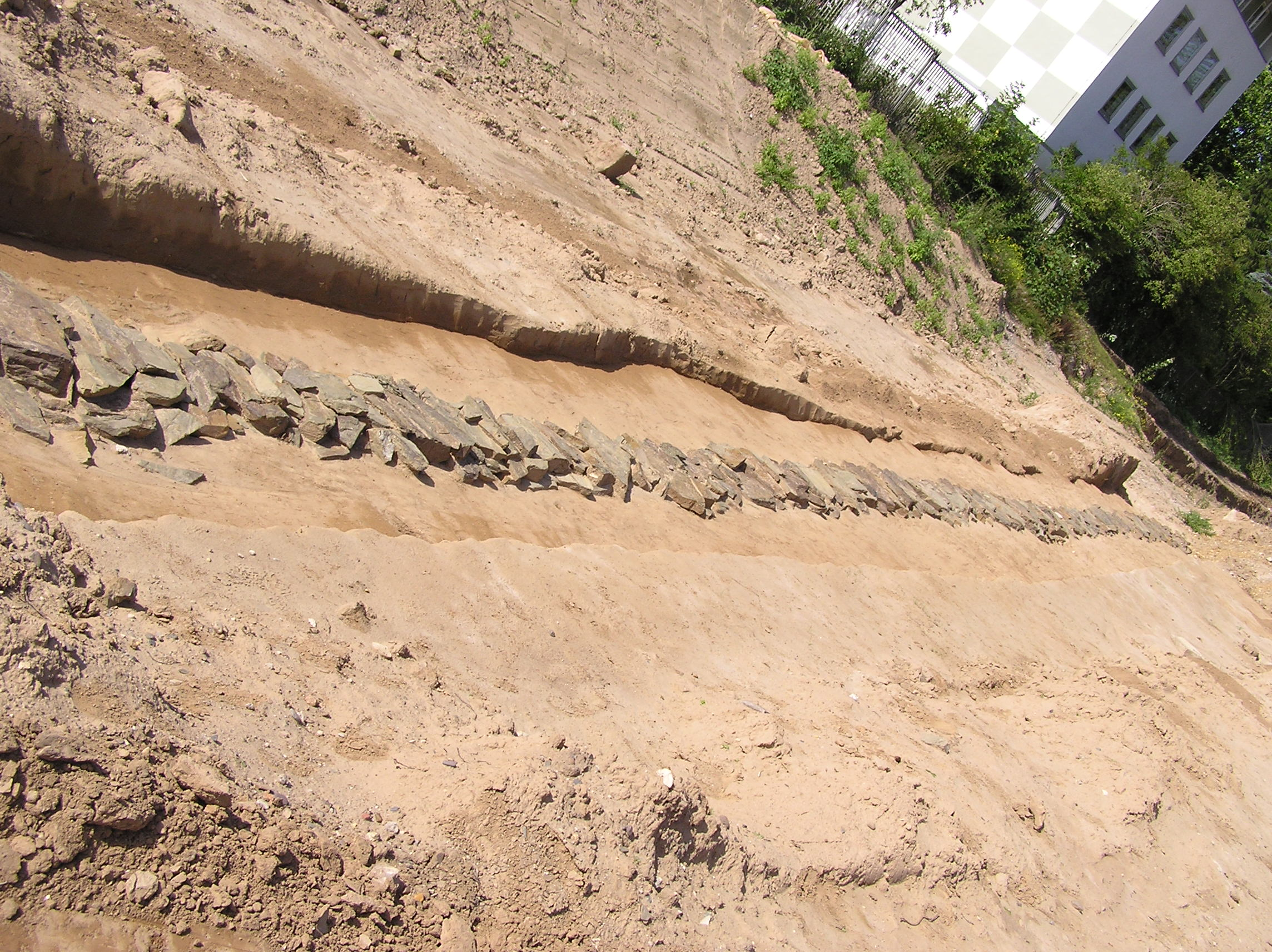
Der westliche der beiden Nebenkanäle. Hier ist die Gewölbedecke zu sehen.

Parallel zur Straße verlief ein breiter Kanal zum Rhein. In den breiten Kanal mündeten senkrecht zwei kleinere, fast parallel verlaufende Kanäle aus südlicher Richtung. Sie liegen 40 m auseinander und lagen mindestens 1,3 m unter dem römischen Laufniveau, bei einem Querschnitt von nur einem halben Meter. Man konnte sie teilweise über eine Länge von 70 m freilegen oder nachweisen. Die Kanäle bestanden aus trocken verlegten Grauwackeplatten und besaßen keinen Boden. Es wird angenommen, dass sie mit Holzbrettern verkleidet wurden, um ein Mindestmaß an Wasserdichtigkeit zu ermöglichen.
Zu beiden Seiten des westlichen Kanals befindet sich jeweils eine große Abfallgrube mit einem Durchmesser von bis zu 50 m und einer Tiefe von fast 4 m. Die Gruben dienten ursprünglich der Lehmgewinnung, der in den Ziegelöfen zu Baumaterial gebrannt wurde. Zur Baulandgewinnung wurden die Gruben als Abfallgruben genutzt und danach eingeebnet. Hier konnten die Archäologen vor allem große Mengen Knochen und Keramik bergen, die auf die Tätigkeit verschiedener handwerklicher Berufe wie z. B. Metzger, Leimsieder, Schmiede und Buntmetallhandwerker hinweisen. Auch Handelsbeziehungen nach Südfrankreich während der ersten drei Jahrhunderte n. Chr. konnten aufgrund des Fundes von Tafelgeschirr aus Terra Sigillata aus Gallien nachgewiesen werden.

### Fundstücke
Eine große Anzahl der ersten Funde des vicus Bonnensis sind im Untergeschoss des Hauses der Geschichte ausgestellt.
Folgende Fundstücke der Ausgrabung des Jahres 2006 sind besonders hervorzuheben:
- Eine fünf Zentimeter lange Haarnadel aus Knochenmaterial mit einem herausgearbeiteten Menschenkopf an der Spitze. Die Nadel ist ein bisher einmaliger Fund in Deutschland.
- Ein in La Graufesenque in Südfrankreich hergestellter Teller aus Terra Sigillata, der mit dem Fabrikationsstempel des Töpfers Vitalis versehen war. Der Teller, der in den Jahren 70–95 n. Chr. produziert wurde, weist auf einen überregionalen Handel in.
- Ein Fragment einer Reliefschüssel aus Terra Sigillata aus dem 2. oder 3. Jahrhundert n. Chr. Das Gefäß wurde in Trier hergestellt und stellt eine erotische Szene dar.
- Ein Fragment einer so genannten „Gesichtsurne“ aus dem 2. oder 3. Jahrhundert n. Chr.
- Eine Amphorenscheibe mit vier nach dem Brand aufgetragenen tituli picti (dt. Pinselaufschriften) zum Leer- und Vollgewicht der Amphore.
- Ein Trinkbecher aus dem 3. Jahrhundert mit nachträglich unfachmännisch eingeritztem lateinischen Spruch und Verzierungen. Der Text lautet „JOLLA VTERE F[elix]“ (dt. Benutze dieses Gefäß glücklich …)
- Ein aus Bronze gefertigter Anhänger in Form eines Adlers aus dem 2. bis 3. Jahrhundert.
- Eine Bronzemünze (Dupondius) des Kaisers Hadrian, die in den Jahren 128–138 n. Chr. geprägt wurde. Die Vorderseite bildet den Kopf des Kaisers mit einer Strahlenkrone ab. Auf der Rückseite ist die Göttin Hilaritas (Göttin der Fröhlichkeit/Heiterkeit) mit Palmzweig und Füllhorn zu erkennen. Links und rechts von ihr steht jeweils ein Kind.

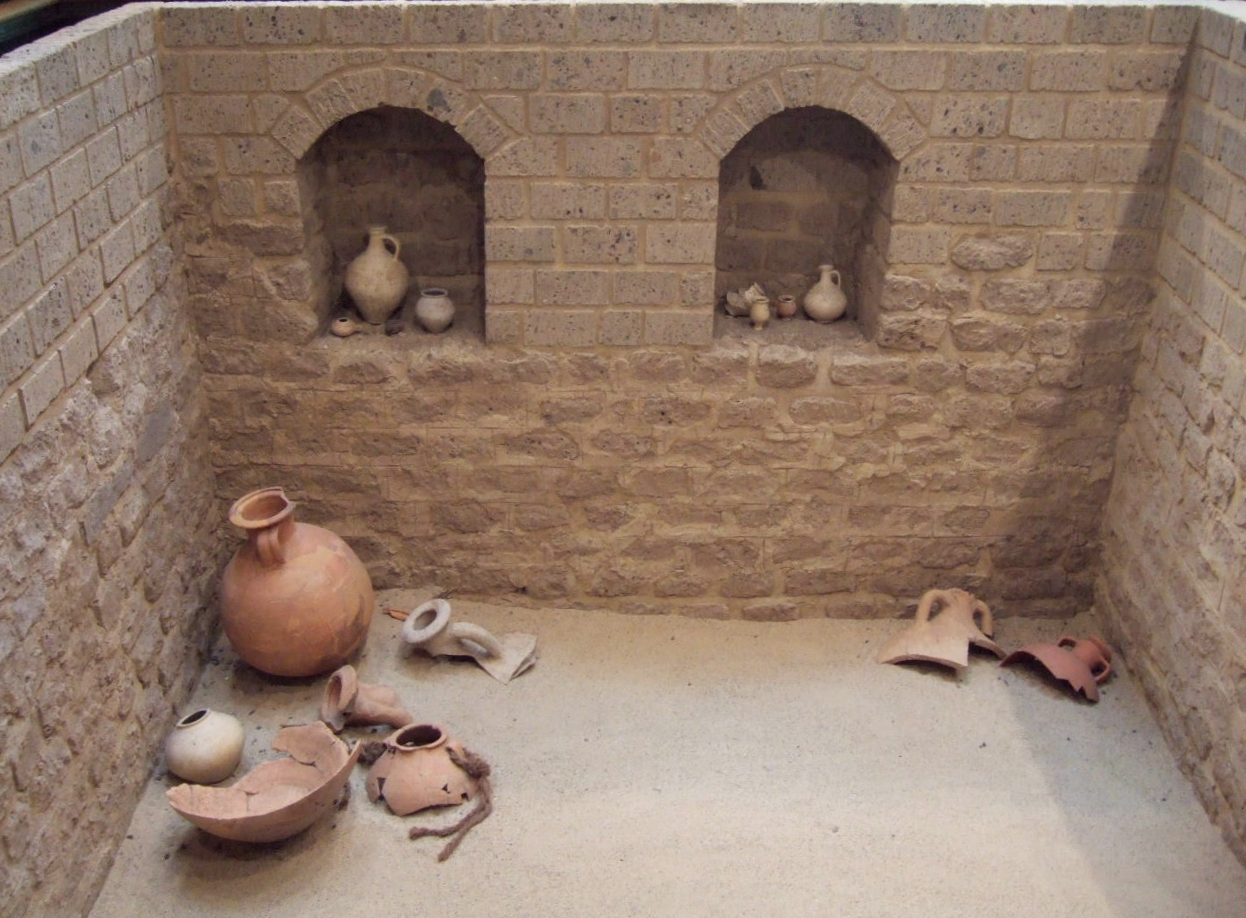
Keller eines römischen Hauses – Fundort: Haus der Geschichte
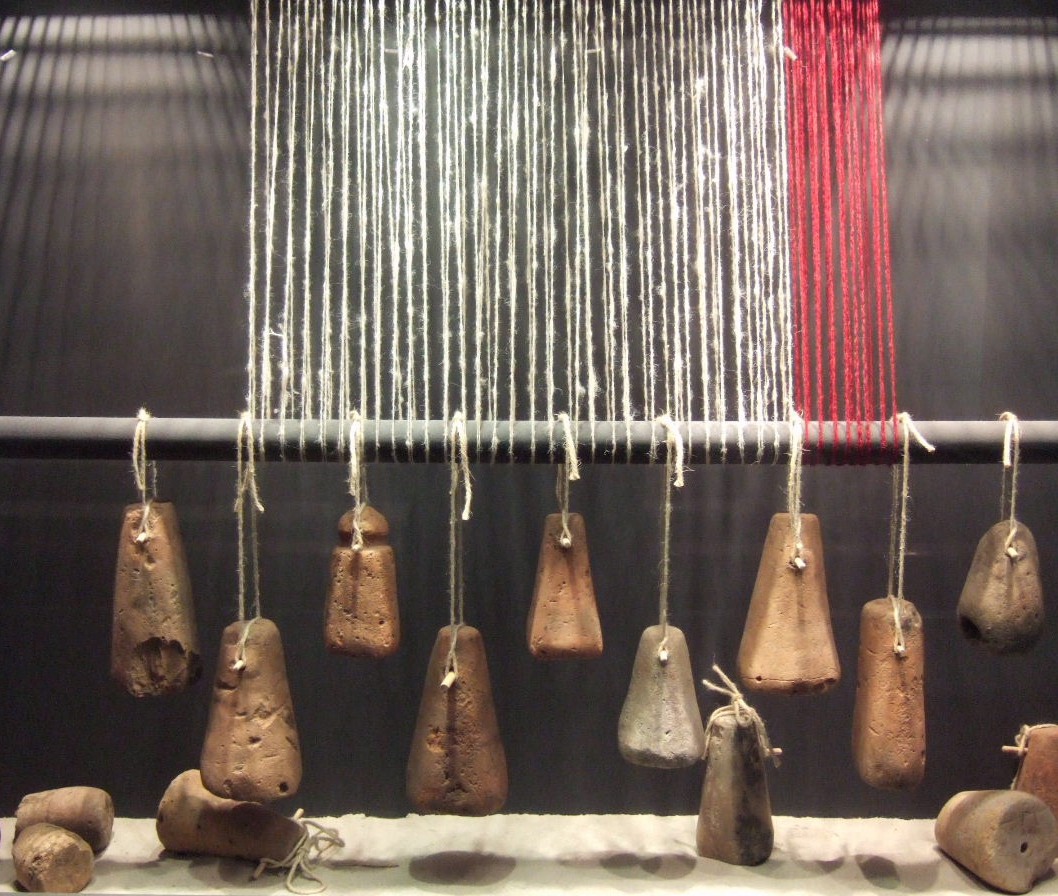
Römischer Webstuhl – Fundort: Haus der Geschichte
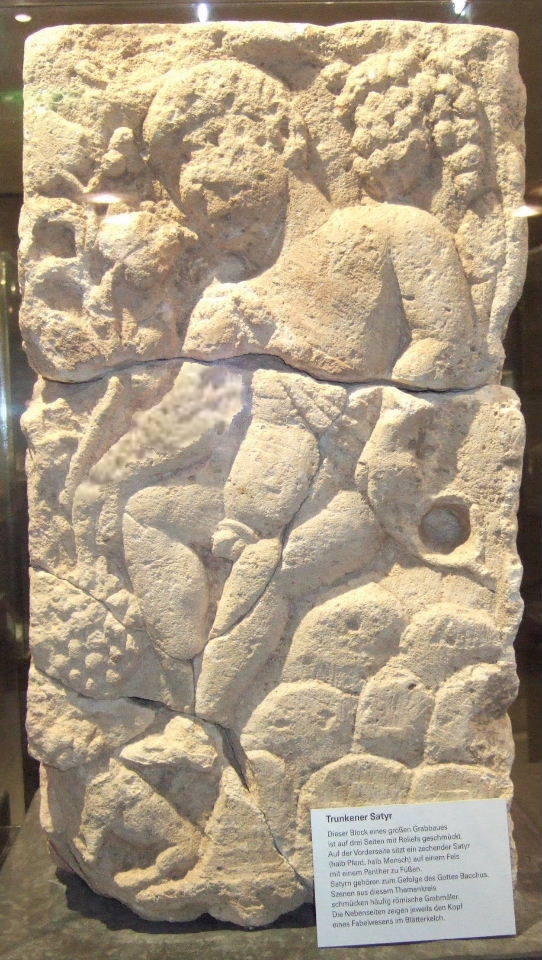
Trunkener Satyr – Fundort: Haus der Geschichte

#### Vorrömische und neuzeitliche Funde
Es wurden auch einzelne Siedlungsfunde aus der Eisenzeit und der Jungsteinzeit freigelegt. Sie treten aber nur in geringer Menge auf und deuten auf einzelne unzusammenhängende Gehöfte auf dem erhöhten Plateau am Rhein hin.
Neben diesen und den römischen Fundstücken fanden die Archäologen außerdem Zeugnisse aus verschiedenen Zeitaltern: Auch moderne Gegenstände, Porzellanstatuen, Helme der Wehrmacht und der US-Streitkräfte aus dem Zweiten Weltkrieg, eine Colaflasche der Nachkriegszeit, ein Empfänger aus dem ehemaligen Plenarsaal sowie eine DIN-A4-große Pappschachtel mit der Aufschrift „Propagandamaterial der CDU zur Bundestagswahl“ vom September 1957. Diese Gegenstände werden wahrscheinlich dem Haus der Geschichte übergeben.